# Cesta de Navidad

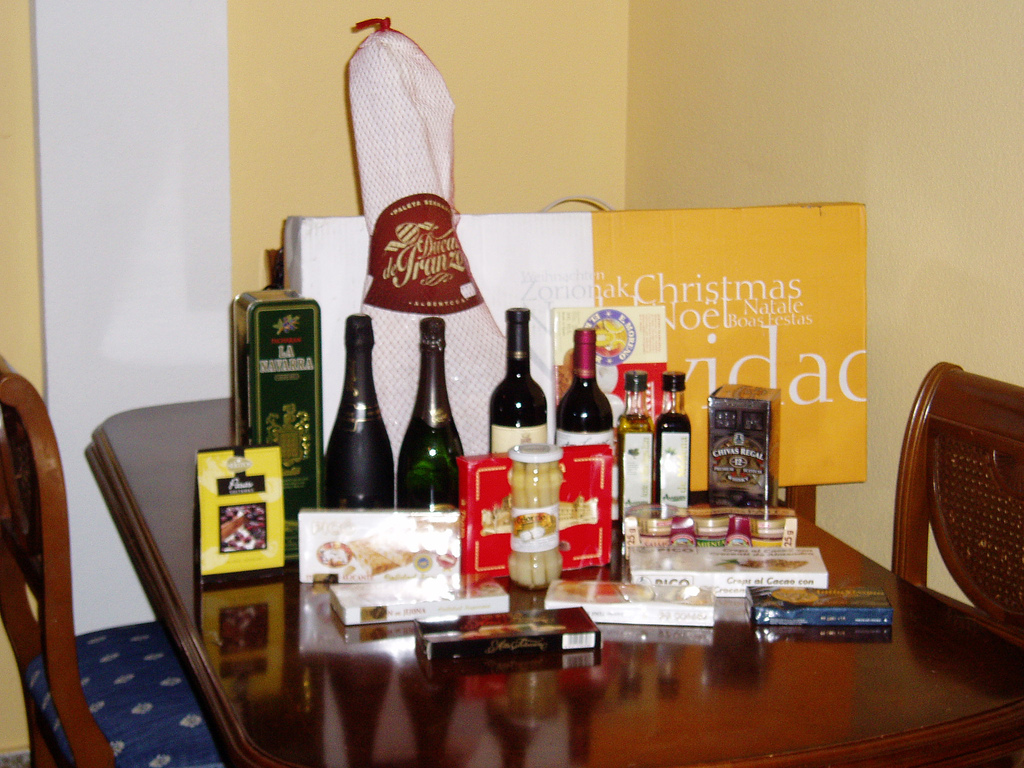
Un lote de Navidad de empresa, que incluye un jamón serrano, dulces navideños, cava y vino.

La cesta de Navidad, lote de Navidad o ancheta navideña es una tradición navideña arraigada en España y algunos países de Latinoamérica como Paraguay, que consiste en regalar una cesta con productos típicos de las Fiestas de Navidad, como dulces navideños, embutidos o bebidas alcohólicas. Generalmente se reparte a los trabajadores de una empresa junto con el aguinaldo, aunque también puede ser un regalo a un particular. Esta tradición se instauró a mediados del siglo XX.
La cesta de Navidad está inspirada en una tradición de la época romana, la sportula, que consistía en el reparto de comida en un cesto por parte del patrón a sus clientes. Más tarde, se sustituyó por la entrega de una pequeña cantidad de dinero, cien cuadrantes. A finales del siglo XIX se comenzó a regalar una cesta de Navidad en algunos departamentos de servidores públicos y a mediados del siglo XX la costumbre se extendió al sector privado. Algunas empresas españolas comenzaron a obsequiar a sus empleados con cestas llenas de productos navideños, junto con la paga extra de Navidad. Del mismo modo, otras compañías comenzaron a regalar un surtido de productos a clientes específicos.

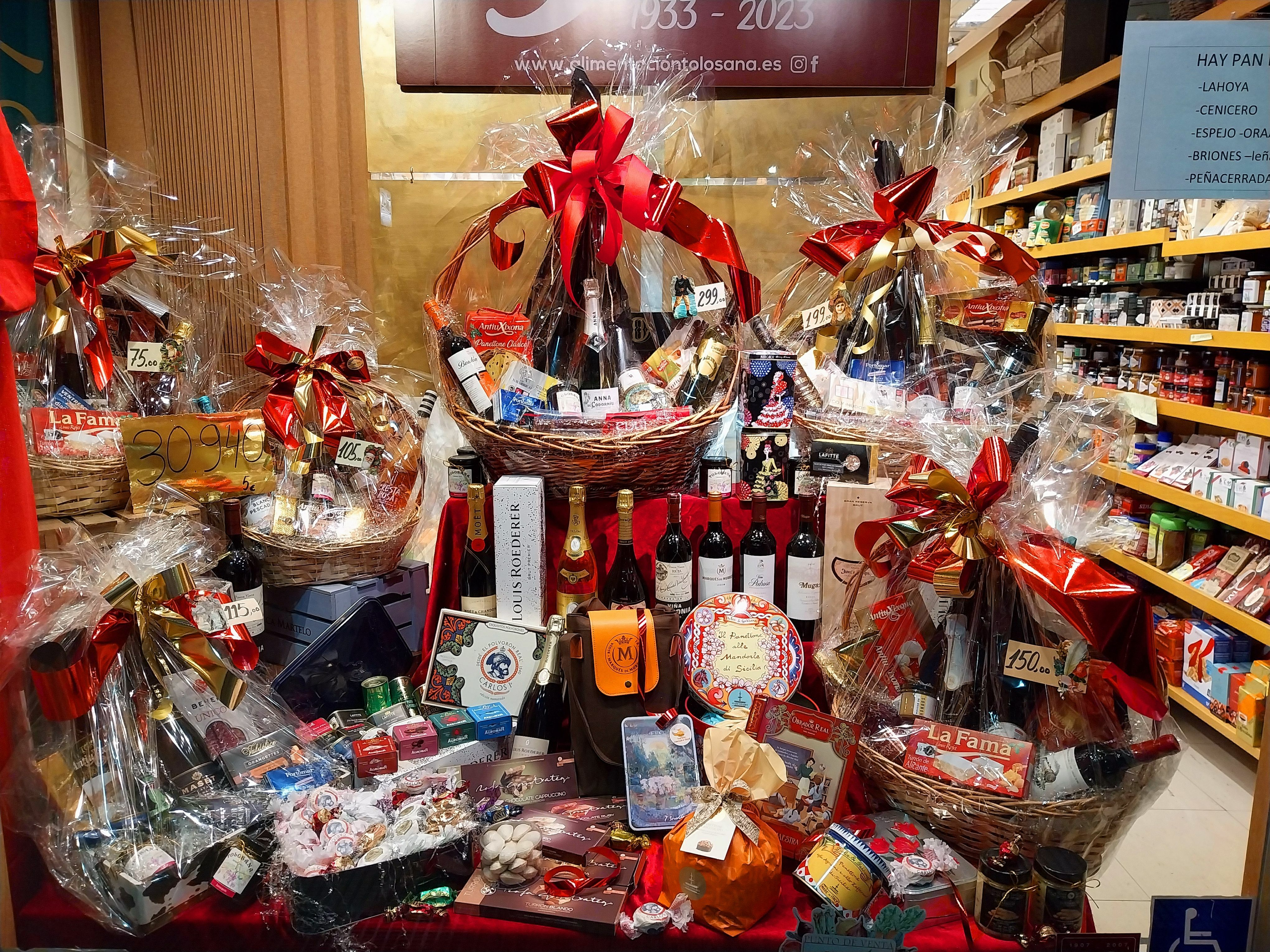
Cestas de Navidad en un comercio de Miranda de Ebro (Burgos)

Aunque cada persona puede diseñar el lote como desee, la mayoría de cestas de Navidad se encargan a empresas del sector de la alimentación y pueden costar entre 9 euros y más de 1000 euros, dependiendo de la cantidad y calidad de los productos. Es tradicional utilizar una cesta de mimbre, aunque también se pueden emplear baúles o cajas, y por norma general un lote es más barato que la cesta.
Si bien la tradición se había resentido durante la crisis económica de 2008, llegando a caer más de un 40%, hubo un repunte de ventas a partir de 2014. Por esta razón, los datos sobre venta de cestas suelen interpretarse como un indicador del mercado laboral español.
Entre los productos que suele tener una cesta de Navidad se incluyen dulces navideños (turrón, mazapán o polvorones), embutidos (chorizo, salami, salchichón, lomo, jamón serrano...), quesos, bombones, patés o incluso marisco. También puede haber bebidas alcohólicas, normalmente botellas de vino y cava.

## La tradición en Reino Unido
En el Reino Unido, la tradición se celebraba al menos desde el siglo XIX. Así, queda reflejada en novelas como A Christmas Hamper (1860), de Mark Lemon, o M. J. H. Hollings, con The Christmas Hamper (1872) en las cuales se hacen referencia a la cesta de comida (hamper) o Christmas-box que se regalaba —tradición conocida como Boxing Day o Día de las Cajas—. Sobre todo a partir de la Primera Guerra Mundial, la mayoría de las grandes almacenes dedicados a alimentación como Fortnum & Mason, Harrods, Selfridges, John Lewis, entre otros, ofrecen una amplia variedad de cestas de Navidad.